# Диоксидибромид молибдена(VI)
Диоксидибромид молибдена(VI) — неорганическое соединение, оксосоль металла молибдена и бромистоводородной кислоты с формулой MoO2Br2, 
оранжево-красные гигроскопичные кристаллы, 
растворимые в воде.

## Получение
- Пропускание паров брома над нагретым оксидом молибдена(IV):

{\displaystyle {\mathsf {MoO_{2}+Br_{2}\ {\xrightarrow {T}}\ MoO_{2}Br_{2}}}}
- Нагреванием оксида молибдена(VI) со смесью бромида калия и оксида бора:

{\displaystyle {\mathsf {MoO_{3}+2KBr+B_{2}O_{3}\ {\xrightarrow {T}}\ MoO_{2}Br_{2}+2KBO_{2}}}}

## Физические свойства
Диоксидибромид молибдена(VI) образует оранжево-красные таблитчатые гигроскопичные кристаллы, легко возгоняющиеся при нагревании.